# Sidi Mezghiche (distrito)
Sidi Mezghiche é um distrito localizado na província de Skikda, Argélia. Sua capital é a cidade de mesmo nome. A população total do distrito era de 50 615 habitantes, em 1998.[carece de fontes?]

## Comunas
O distrito está dividido em três comunas:
- Sidi Mezghiche
- Aïn Bouziane
- Beni Oulbane